# Tráfico
Tráfico è un film del 1998 diretto da João Botelho.